# Harry Flood Byrd
Harry Flood Byrd Sr. (Martinsburg, 10 giugno 1887 – Berryville, 20 ottobre 1966) è stato un politico statunitense.

## Biografia
Fu il cinquantesimo governatore della Virginia e un discendente di Pocahontas. Dopo la sua nascita i genitori Richard Evelyn Byrd e Eleanor Bolling Flood decisero di spostarsi e recarsi nella città di Winchester, stato della Virginia. Parente di Henry De La Warr Flood, era il fratello del pluridecorato Richard Evelyn Byrd.
Si sposò con Anne Douglas Beverage, il 7 ottobre 1913, da cui ebbe quattro figli:
- Amanda Winston Byrd;
- Harry Flood Byrd Jr.;
- Bradshaw Byrd;
- Richard Byrd

Venne eletto al Senato come rappresentante della Virginia il 4 marzo 1933 e rimase in carica fino al 10 novembre 1965. Distintosi come uno dei principali sostenitori della segregazione razziale negli Stati del Sud, si schierò contro la sentenza Brown contro Board of Education del 1954 (contro cui lanciò una campagna nota come "resistenza massiccia") e fu tra gli autori del Manifesto sudista del 1956.
Contribuì ad elaborare una serie di leggi, note come "piano Stanley", che avevano l'obiettivo di concretizzare la sua politica di "resistenza massiccia": ciò portò alla chiusura di alcuni sistemi scolastici pubblici in Virginia tra il 1959 e il 1964. Alla sua morte il corpo venne sepolto nel Mount Hebron Cemetery a Winchester. La sua eredità politica venne raccolta dal figlio Harry Flood Byrd Jr., anche lui senatore per la Virginia.